# IC 4216
IC 4216 је спирална галаксија у сазвјежђу Дјевица која се налази на листи објеката дубоког неба у Индекс каталогу.
Деклинација објекта је - 10° 46' 11" а ректасцензија 13h 17m 1,8s. Привидна величина (магнитуда) објекта IC 4216 износи 13,5 а фотографска магнитуда 14,2. IC 4216 је још познат и под ознакама MCG -2-34-13, IRAS 13144-1030, PGC 46252.